# Constantino Ducas de Tesalia
Constantino Ducas (en griego: Κωνσταντίνος Δούκας, Kōnstantinos Doukas) fue gobernante de Tesalia desde 1289 hasta su muerte en 1303.

## Biografía
Constantino Ducas fue el segundo hijo de Juan I Ducas de Tesalia con su esposa, cuyo nombre monástico era Hipomona («Paciencia»). Sucedió en las tierras de su padre debido a que su hermano mayor Miguel Comneno había sido secuestrado y encerrado en Constantinopla. Después de suceder a su padre en 1289 o poco antes, Constantino gobernó Tesalia y la Grecia Central de Neopatria. Fue ayudado por su hermano menor, Teodoro Ángelo, quien murió en aprox. 1300.
Al principio de su reinado, la madre de Constantino entró en negociaciones con el Imperio bizantino y, a cambio de reconocer la nominal soberanía bizantina, Constantino fue investido con el título cortesano de sebastocrátor. Constantino continuó la guerra de su padre contra Nicéforo I Comneno Ducas de Epiro y sus aliados Anjou. La campaña de 1295 dio lugar a la ocupación tesalia de las fortalezas que Nicéforo había designado como la dote de su hija Tamar Ángelo Comneno cuando se casó con Felipe I de Tarento, hijo del rey Carlos II de Anjou y María de Hungría. La mayoría de estas conquistas se perdieron ante los angevinos en 1296, cuando se firmó una tregua. Además siguió luchando en 1301, y Angelokastro en Corfú tuvo que ser devuelto a Felipe de Tarento. Virtualmente nada más se sabe acerca del reinado de Constantino, quien murió en 1303.

## Matrimonio
Con su esposa, Ana Eugionisa, Constantino Ducas tuvo un único hijo:
- Juan II Ducas, que sucedió a su padre como gobernante de Tesalia.[4]